# Рипивода
Рипивода је водопад у Србији, који се налази на источним падинама планине Радан, на надморској висини од 935 m. Каскадног је типа, са падом од око 40 m. Највише воде има на пролеће, у априлу и мају. Водопад је окружен густом шумом. У летњим месецима, у току сушних лета, дешава се и да пресуши.

## Галерија
- Водопад Рипивода
- Водопад Рипивода
- Водопад Рипивода
- Водопад Рипивода
- Слика једног од слапова са падине
- Најнижи слап
- Водопад Рипивода
- Водопад Рипивода